# Добрянська-Коренець Ольга
Ольга Добрянська-Коренець (26 квітня 1880, Перемишль — 22 червня 1977, Нью-Йорк) — українська письменниця та діячка жіночого громадського руху.

## Біографія
Ольга Добрянська-Коренець народилася 26 квітня 1880 року в місті Перемишль. Закінчила школу, потім учительську семінарію в Перемишлі.
22-23 грудня 1921 року Олена взяла участь у З'їзді українських жінок у Львові. Поряд із Софією Вольською-Мурською, Стефанією Вольською, Міленою Рудницькою, Оленою Січинською, Оленою Степанів та Оленою Федак-Шепарович входила до організаційного комітету з'їзду..
Співпрацювала з «Літературно-науковим вісником», друкувалася в часописах «Наша мета», «Жінка» та ін. 
Померла в Нью-Йорку 22 червня 1977 року.

## Творчість
Авторка спогадів про Івана Франка, Костянтину Малицьку, Олену Кульчицьку, Ольгу Бачинську.
Окремі видання:
- Добрянська-Коренець О. Зшиток малого монгола. — Нью-Йорк, 1957. — 63 с.